# Фарад
Фарад (означение  F) е единица за електричен капацитет от Международната система единици (SI), наречена така в чест на английския физик Майкъл Фарадей. Капацитет от един фарад има кондензатор, при който натоварване с количество електричество 1 кулон създава между електродите му потенциална разлика 1 волт:
1 F = 1 C / 1 V
Фарадът е въведен в Международната система единици с решение на XI Генералната конференция за мерки и теглилки през 1960 г., едновременно с приемането на системата SI като цяло.
Чрез основните единици от системата SI фарадът се изразява по следния начин:
F = A2·s4·kg−1·m−2
Ако се използват връзките между тези и други единици от SI, фарадът може да се изрази и така:
{\displaystyle {\text{F}}={\dfrac {{\text{s}}^{4}{\cdot }{\text{A}}^{2}}{{\text{m}}^{2}{\cdot }{\text{kg}}}}={\dfrac {{\text{s}}^{2}{\cdot }{\text{C}}^{2}}{{\text{m}}^{2}{\cdot }{\text{kg}}}}={\dfrac {\text{C}}{\text{V}}}={\dfrac {{\text{A}}{\cdot }{\text{s}}}{\text{V}}}={\dfrac {{\text{W}}{\cdot }{\text{s}}}{{\text{V}}^{2}}}={\dfrac {\text{J}}{{\text{V}}^{2}}}={\dfrac {{\text{N}}{\cdot }{\text{m}}}{{\text{V}}^{2}}}={\dfrac {{\text{C}}^{2}}{\text{J}}}={\dfrac {{\text{C}}^{2}}{{\text{N}}{\cdot }{\text{m}}}}={\dfrac {\text{s}}{\Omega }}={\dfrac {1}{\Omega {\cdot }{\text{Hz}}}}={\dfrac {\text{S}}{\text{Hz}}}={\dfrac {{\text{s}}^{2}}{\text{H}}},}
където F е фарад, C – кулон, V – волт, A – ампер, s – секунда, J – джаул, N – нютон, m – метър, W – ват, kg – килограм, Ω – ом, Hz – херц, H – хенри.
Фарадът е твърде голяма измервателна единица: капацитетът на земната йоносфера по отношение на земята се изчислява на около 1 F. В електротехническата практика обикновено се използват по-малки единици, кратни на фарада:
- 1 μF (микрофарад) е равен на 10-6 F
- 1 nF (нанофарад) е равен на 10-9 F
- 1 pF (пикофарад) е равен на 10-12 F

Размерът на наличните в търговската мрежа кондензатори варира от около 0,1 pF до 5000 F (5 kF) при суперкондензаторите. Паразитният капацитет при високопроизводителни интегрални схеми е от порядъка на фемтофаради (1 fF = 0,001 pF = 10-15 F), докато високопроизводително изпитвателно оборудване може да открие промени в капацитета от порядъка на десетки атофаради (1 aF = 10−18 F).
Стойност от 0,1 pF е приблизително най-малката налична стойност при кондензаторите за общо използване в електронния дизайн, тъй като по-малки стойности са сравними с паразитния капацитет на други компоненти, на окабеляването или на самата печатна платка. Стойности на капацитета от 1 pF или по-ниски могат да бъдат постигнати чрез усукване на два къси изолирани проводника.